# 東興圳
東興圳位於臺灣新竹縣六家地區，原稱為六張犁圳，是清代據記載由林根德興建的水利設施。水圳最初取水自頭前溪，用於灌溉今六家、芎林一帶的農地。1937年統計灌溉面積1429甲（1386公頃）。
乾隆十三年（1748年）十月，業戶林根德興築六張犁圳，乾隆十六年（1751年）十二月完工。咸豐元年（1851年），林炎等人重修圳路。光緒廿四年（1898年）又因水害重修。:58
東興圳最初取水自頭前溪，現取水自竹北和芎林交界的五座屋。
在番仔寮水汴頭分成高圳、低圳、十五朗圳及麻園圳（已消失）。:66現存的3個支流在交大客家文化學院右後方匯流為一。